# Constantijn XI Palaiologos Dragases
Constantijn XI Palaiologos Dragases (Grieks: Κωνσταντίνος Παλαιολόγος Δραγάσης, Kōnstantinos Palaiologos Dragasēs) (Constantinopel, 9 februari 1405 – aldaar, 29 mei 1453) was van 1449 tot 1453 de laatste keizer van Byzantium.
Constantijn was de zoon van keizer Manuel II Palaiologos en Helena Dragaš, dochter van de Servische vorst Constantijn Dragaš. Hij was vanaf 1428 mede-despoot van Morea in Zuid-Griekenland geweest en had in 1448 moeten toezien hoe Morea door sultan Murad II binnengevallen en in de as gelegd werd. Er werd vrede getekend, maar Morea moest schatting betalen. In 1448 stierf keizer Johannes VIII zonder kinderen en werd Constantijn geroepen het purper te dragen. Behoudens Morea en Trebizonde was er van het rijk alleen nog de hoofdstad over, als een enclave te midden van uitgestrekte Turkse gebieden.
Constantijn wierp zich met veel energie op de verdediging van zijn stad met de vage hoop dat er uit het Westen hulp zou komen opdagen. Na de dood van sultan Murad II in februari 1451 kwam diens energieke zoon Mehmet II op de Osmaanse troon. De westerse mogendheden waren niet bijzonder bezorgd bij diens machtsovername omdat hij de faam had weinig competent te zijn. Hadden bovendien de muren van Constantinopel zijn vader niet tegengehouden in 1422?
Constantijn probeerde op het laatste moment nog een vereniging van de Kerken tot stand te brengen. Dit stuitte op verzet bij de bevolking die hier geen voorstander van was na alle ellende die het Westen veroorzaakt had. Hongarije was verzwakt na de Slag bij Varna in 1444. Bovendien was de toenmalige paus Nicolaas V (1447-1455) niet in staat om veel uit te richten. De vorsten van het Westen waren veel meer geïnteresseerd in hun onderlinge ruzies, zoals de eindfase van de Honderdjarige Oorlog, of zij wilden het Romeinse Keizerrijk herstellen, zoals Alfons V van Aragón en Napels.

## Einde van het Romeinse Rijk
Ofschoon de verdedigingswerken in prima staat waren, waren zij niet in staat de belegering door de Turken te doorstaan met hun nieuwste artillerie. Constantijn sneuvelde op de vestingwerken te midden van zijn troepen op 29 mei 1453. Na een korte maar verschrikkelijke slachting volgde de plundering van de stad. Mehmet liet de plundering echter vrij snel stoppen om de toekomst van zijn toekomstige hoofdstad te vrijwaren. Daarna deed de sultan zijn plechtige intrede in de Sint Sophia, alwaar de keizer de vorige avond nog de laatste sacramenten had ontvangen. Mehmet reed op een wit paard langs de oude hoofdweg naar de kathedraal van Constantinopel, de Hagia Sophia. Daar aangekomen steeg hij af en knielde op de grond. Hij nam een hand aarde en sprenkelde dit als een symbool van nederigheid over zijn tulband. Hierna betrad hij de Hagia Sophia en verklaarde hij de stad tot hoofdstad van zijn Ottomaanse Rijk. De Hagia Sophia, destijds de meest imposante kerk op aarde, werd hierop een moskee.  In 1923 onttrok Mustafa Kemal Atatürk, de stichter van de hedendaagse Turkse staat, de Hagia Sophia aan iedere vorm van religieuze eredienst en verklaarde het gebouw tot museum, een status die het behield tot 2020 toen de Hagia Sophia onder Recep Tayyip Erdoğan weer een moskee werd.
Het Romeinse Rijk was op 29 mei 1453 na 21 eeuwen ten einde, hoewel Morea en Trebizonde het nog een paar jaar volhielden (respectievelijk tot 1460 en 1461). De laatste opvolger van Julius Caesar en Augustus (eretitels van de (Oost-)Romeinse keizers), was definitief gevallen. Zijn stoffelijk overschot is nooit gevonden. Waarschijnlijk rust het met andere gevallenen op een onbekende plek.
Manuel ·
Mattheüs ·
Demetrios I ·
Theodoros I ·
Theodoros II ·
Thomas ·
Constantijn ·
Demetrios II